# Catada leuconema
Catada leuconema är en fjärilsart som beskrevs av George Francis Hampson. Catada leuconema ingår i släktet Catada och familjen nattflyn. Inga underarter finns listade i Catalogue of Life.